# Jürgen Heinrich (Jugendfunktionär)
Jürgen Heinrich (* 10. Juni 1948 in Potsdam) ist ein ehemaliger deutscher Jugendfunktionär (FDJ). Er war Generaldirektor des Reisebüros Jugendtourist.

## Leben
Heinrich, Sohn eines Lehrers, besuchte die Oberschule mit Abitur und erlernte den Beruf des Baumechanikers im Bau- und Montagekombinat Potsdam. 1963 trat er der Freien Deutschen Jugend (FDJ) sowie 1969 der Sozialistischen Einheitspartei Deutschlands bei. Nach seinem Wehrdienst bei der Nationalen Volksarmee (1967–69) studierte Heinrich bis 1973 an der Technischen Hochschule Ilmenau mit dem Abschluss als Diplomingenieur für Konstruktion und Technologie der Elektronik und Feingerätetechnik.
Von 1973 bis 1978 war er Mitarbeiter, Sekretär für Agitprop und ab 1975 Erster Sekretär der FDJ-Kreisleitung Suhl. Von September 1978 bis 1980 wirkte er als Zweiter Sekretär und danach – als Nachfolger von Rosita Kleinpeter – von Mai 1980 bis März 1983 als Erster Sekretär der FDJ-Bezirksleitung Suhl. Gleichzeitig war er Mitglied des Sekretariats der SED-Bezirksleitung. 1983 wurde er stellvertretender Generaldirektor des FDJ-Reisebüros Jugendtourist und war anschließend – als Nachfolger von Klaus Eichler – von Mai 1984 bis 1990 dessen Generaldirektor. 
Von 1981 bis 1988 war Heinrich zudem Mitglied des Zentralrates der FDJ und von Juni 1984 bis 1989 auch Mitglied seines Büros. Nach dem Besuch Erich Honeckers in der Bundesrepublik Deutschland 1987, bei dem ein weiterer Ausbau des touristischen Jugendaustausches vereinbart wurde, unterzeichnete er im November 1987 mit den bundesdeutschen Reiseveranstaltern „Reisedienst Deutscher Studentenschaften“, „Intercontact“, „Hansatourist“, „CVJM Hamburg“ und „Deutsches Jugendherbergswerk“  Verträge zur Förderung und Weiterentwicklung des touristischen Jugendaustausches zwischen der DDR und der BRD im Jahre 1988.
Jürgen Heinrich ist verheiratet und Vater von zwei Kindern.

## Auszeichnungen
- Artur-Becker-Medaille in Gold
- Verdienstmedaille der DDR (1982)
- Orden „Banner der Arbeit“ Stufe II (1988)[4]